# Championnats de Finlande de cyclo-cross
Les championnats de Finlande de cyclo-cross sont des compétitions de cyclo-cross organisées annuellement afin de décerner les titres de champion du Finlande de cyclo-cross.
Les premiers championnats ont été disputés en 1982. Kari Bertil Puisto et Kari Myyryläinen détiennent le record de victoires chez les hommes avec 5 titres. 
Une compétition féminine est également organisée.

## Palmarès masculin

### Élites
| Année | Vainqueur            | Deuxième           | Troisième          |
| ----- | -------------------- | ------------------ | ------------------ |
| 1982  | Kari Bertil Puisto   | Pekka Riihelä      | Harry Hannus       |
| 1983  | Kari Myyrylainen     | Kari Bertil Puisto | Esa Nyman          |
| 1984  | Kari Bertil Puisto   | Jari Lahde         | Kari Myyrylainen   |
| 1985  | Kari Bertil Puisto   |                    |                    |
| 1986  | Kari Bertil Puisto   |                    |                    |
| 1987  | Kari Bertil Puisto   |                    |                    |
| 1988  | Kristian Alatalo     |                    |                    |
| 1989  | Esa Toljander        |                    |                    |
| 1990  | Pasi Hotinen         |                    |                    |
| 1991  | Pasi Hotisen         |                    |                    |
| 1992  | Kari Myyrylainen     |                    |                    |
| 1993  | Pasi Hotisen         |                    |                    |
| 1994  | Kari Myyrylainen     |                    |                    |
| 1995  | Kari Myyrylainen     |                    |                    |
| 1996  | Erik Kaarlampi       | Pasi Willman       | Esa Toljander      |
| 1997  | Pasi Ahlroos         | Pasi Willman       | Matti Remes        |
| 1998  | Erik Kaarlampi       | Pasi Willman       | Pasi Ahlroos       |
| 1999  | Ari Panttila         | Erik Kaarlampi     | Pasi Ahlroos       |
| 2000  | Ari Panttila         | Erik Kaarlampi     | Pasi Ahlroos       |
| 2001  | Pasi Willman         | Ari Panttila       | Juha Rokka         |
| 2002  | Pasi Willman         | Ari Panttila       | Juha Rokka         |
| 2003  | Erik Kaarlampi       | Pasi Ahlroos       | Pasi Willman       |
| 2004  | Tero Hämeenaho       |                    |                    |
| 2005  | Mikko Siltanen       |                    |                    |
| 2006  | Jussi Veikkanen      | Earendel Fingerson | Pasi Ahlroos       |
| 2008  | Kimmo Kananen        | Tero Hämeenaho     | Marko Leppämäki    |
| 2009  | Kimmo Kananen        |                    |                    |
| 2010  | Kimmo Kananen        | Pasi Willman       | Samuel Halme       |
| 2011  | Sami Tiainen         | Henry Ojala        | Kimmo Kananen      |
| 2012  | Samuel Pökälä        | Kimmo Kananen      | Olli Miettinen     |
| 2013  | Samuel Pökälä        |                    |                    |
| 2014  | Olli Miettinen       |                    |                    |
| 2015  | Sasu Halme           | Toni Tahti         | Juha Kangaskokko   |
| 2017  | Sasu Halme           | Olli Miettinen     | Antti Kuitto       |
| 2017  | Sasu Halme           | Jaakko Hänninen    | Juha Kangaskokko   |
| 2018  | Antti Kuitto         | Trond Larsen       | Daniel Härginen    |
| 2019  | Niko Heikkilä        | Veeti Vainio       | Antti Kuitto       |
| 2020  | Antti-Jussi Juntunen | Veeti Vainio       | Samuli Visuri      |
| 2021  | Antti-Jussi Juntunen | Niko Heikkilä      | Kimmo Kananen      |
| 2022  | Aku Koivistoinen     | André Haga         | Matias Ahtosalo    |
| 2023  | Aksel Rantanen       | Jaakko Sillankorva | Aku Koivistoinen   |
| 2024  | Antti-Jussi Juntunen | Daniel Härginen    | Heikki Niskakangas |

### Juniors
| Année | Vainqueur           | Deuxième              | Troisième        |
| ----- | ------------------- | --------------------- | ---------------- |
| 1995  | Juha Alliniemi      | Erik Kaarlampi        | Markku Lehtimäki |
| 1996  | Samuel Holm         | Tuomas Holm           |                  |
| 1997  | Jouni Saarikko      | Tuomas Holm           | Timo Kohonen     |
| 1998  | Jussi Veikkanen     | Ville Sipilä          | Markus Wallén    |
| 1999  | Jussi Veikkanen     | Mikko Vastaranta      | Jarkko Niemi     |
| 2000  | Dan Andersen        |                       |                  |
| 2002  | Aleksi Hoffman      | Pauli Uitto           | Antti Nissilä    |
| 2007  | Markku Alus         | Risto Aaltio          | Teemu Viholainen |
| 2008  | Markku Alus         |                       |                  |
| 2009  | Jesse Virtanen      | Eemeli Välimaa        | Heikki Soukko    |
| 2010  | Artturi Pensasmaa   | Juho Hänninen         | Vili Leppänen    |
| 2011  | Artturi Pensasmaa   | Vili Leppänen         | Hiski Kanerva    |
| 2012  | Marco-Tapio Niemi   | Sasu Halme            | Jaakko Hänninen  |
| 2013  | Jaakko Hänninen     | Erik Relanto          | Ville Hirvenoja  |
| 2014  | Jaakko Hänninen     | Antti-Jussi Juntunen  | Aku Keloneva     |
| 2015  | Simo Terävä         |                       |                  |
| 2016  | Niko Heikkilä       | Roope Vainio          | Saku Turkulainen |
| 2017  | Niko Heikkilä       | Jaakko Sillankorva    | Otto Kolehmainen |
| 2018  | Niko Heikkilä       |                       |                  |
| 2019  | Oskari Heinikainen  | Aksel Rantanen        | Aku Koivistoinen |
| 2020  | Tomas-Casimir Niemi | Aksel Rantanen        | Aku Koivistoinen |
| 2021  | Tomas-Casimir Niemi | Anton Skutnabb        | Oskari Laurila   |
| 2022  | Kasper Borremans    | Karl-Nicolas Grönlund | Valtteri Terhelä |
| 2023  | Kasper Borremans    | Miko Pirinen          | Lauri Kairikko   |
| 2024  | Niko Terho          | Elias Eskelinen       | Niko Juntunen    |

## Palmarès féminin
| Année | Vainqueur           | Deuxième         | Troisième           |
| ----- | ------------------- | ---------------- | ------------------- |
| 1984  | Tea Vikstedt-Nyman  | Rauni Pussi      | Päivi Hällfors      |
| 1990  | Tea Vikstedt-Nyman  |                  |                     |
| 1998  | Katja Koivulahti    | Marina Rantanen  | Sirpa Ahlroos-Kouko |
| 1999  | Sirpa Ahlroos-Kouko | Katja Koivulahti | Isa Vierula         |
| 2001  | Maija Rossi         | Heli Matikainen  | Katja Koivulahti    |
| 2002  | Päivi Tommola       | Maija Rossi      | Heli Matikainen     |
| 2008  | Anna Ronkainen      |                  |                     |
| 2009  | Carina Ketonen      | Pia Pensaari     | Sari Puumala        |
| 2010  | Anna Lindström      | Sari Puumala     | Helja Korhonen      |
| 2011  | Maija Rossi         | Riikka Pynnönen  | Pia Pensaari        |
| 2012  | Maija Rossi         | Anna Lindström   | Jasmin Kansikas     |
| 2013  | Jasmin Kansikas     | Rosa Törmänen    | Maija Rossi         |
| 2014  | Suvi Lavonen        | Maija Rossi      | Pia Pensaari        |
| 2015  | Susanna Laurila     | Suvi Lavonen     | Heidi Onger         |
| 2017  | Susanna Laurila     | Kajsa Salmela    | Heidi Onger         |
| 2017  | Susanna Laurila     | Suvi Kangaskokko | Viivi Puskala       |
| 2018  | Susanna Laurila     | Kajsa Salmela    | Heidi Onger         |
| 2019  | Kajsa Salmela       | Susanna Laurila  | Anniina Ahtosalo    |
| 2020  | Anniina Ahtosalo    | Kajsa Salmela    | Hanna Häkkinen      |
| 2021  | Minna-Maria Kangas  | Kajsa Salmela    | Anniina Hakkarainen |
| 2022  | Anniina Ahtosalo    | Lotta Henttala   | Minna-Maria Kangas  |
| 2023  | Jenni Korhonen      | Hanna Häkkinen   | Astrid Snäll        |
| 2024  | Noora Kanerva       | Hanna Häkkinen   | Mari Honkanen       |

## Sources
- Palmarès masculin
- Palmarès féminin
- Palmarès juniors